# Kristen Miller
Kristen Elizabeth Miller (Manhattan Beach, Califórnia, 20 de agosto de 1976) é uma atriz norte-americana que tem aparecido como convidada e em papéis principais em muitas séries de televisão, incluindo USA High, That's My Bush!, Two and a Half Men, Charmed, She Spies e Undressed. Ela também já apareceu em The Fallen Ones, Reality Check, I Hate My 30's, Las Vegas, Team America: World Police, Single White Female 2: The Psycho; e providencialmente empresta a voz para o personagem "Rio" no jogo de vídeo game Lifeline.

## Biografia
Conhecida mundialmente através de sua personagem "D.D Cummings", da série americana She Spies (As Espiãs), se tornou atriz com o incentivo de sua mãe coreógrafa. Com apenas seis anos de idade, começou a atuar no "Long Beach Civic Light Opera Youth Conservatory" e passou sua juventude atuando em musicais no sul da Califórnia.
Em sua carreira existem participações em vários filmes e séries de televisão, nos Estados Unidos.
Após alguns anos encerrou sua carreira

## Filmografia Parcial

### Cinema
- 2000 - Cherry Falls (Medo em Cherry Falls) - Cindy
- 2001 - Swimming Pool (Um Grito Embaixo D'água) - Sarah
- 2004 - Team America: World Police (Team America: Detonando o Mundo) - Lisa / Voz
- 2005 - The Fallen Ones (Os Anjos do Mal) - Angela
- 2005 - Mulher Solteira Procura 2 - Holly Parker
- 2006 - Puff, Puff, Pass (Altas Loucuras) - Aimee
- 2006 - All In (Cartada de Risco) - Katie
- 2009 - The Condom Killer - Suzie Domus
- 2010 - Life's a Beach - Renee

### Séries
- 1997 / 1999 - USA High / 49 episódios (2 temporadas) - Ashley Elliot / Alexis Elliot
- 2001 - That's My Bush! / 8 episódios - Princess Stevenson
- 2002 / 2004 - She Spies / 40 episódios (2 temporadas) - D.D. Cummings
- 2004 - Charmed / 1 episódio (The Bare Witch Project) - Lady Godiva
- 2005 - Two and a Half Men / 1 episódio (Woo-Hoo, a Hernia-Exam!) - Debbie
- 2005 - Joey / 2 episódios (Joey And The Big Break) - Jenna
- 2005 - Hot Properties (Corretoras) / 1 episódio (When Chloe Met Marco) - Clerk
- 2005 - Out of Practice / 1 episódio (Thanks) - Sharon
- 2007 - I Hate My 30's / 1 episódio (Always a Bridesmaid to Order) - Jenny
- 2008 - Las Vegas / 1 episódio (I Could Eat a Horse) - Sherri
- 2009 - 90210 / 1 episódio (By Accident) - Lucinda Tunick

## Curiosidades
- A personagem "Princess", que Kristen interpretou na série "That's My Bush!", fez parte do episódio "Super Best Friends", do desenho "South Park". O episódio foi uma sátira sobre a Casa Branca e foi ao ar nos Estados Unidos, no dia 4 de julho, de 2001.
- Kristen é casada desde 2007, com Morgan Langley, o produtor do programa de TV americano "COPS". Morgan Langley é filho do criador do programa, John Langley. Kristen diz, que os dois se conheceram quando ambos tinham quatorze anos e namoravam desde a adolescência.
- Kristen vive até hoje com seu marido, em sua cidade natal, Manhattan Beach. Ícone de esboço Este artigo sobre um ator ou atriz de televisão americana nascida na década de 1970 é um topo. Você pode ajudar a Wikipédia expandindo-o.  Ícone de esboço Este artigo sobre um ator de voz americano nascido na década de 1970 é um topo. Você pode ajudar a Wikipédia expandindo-o.